# Dichromodes mesozona
Dichromodes mesozona là một loài bướm đêm trong họ Geometridae.